# La Mirada
La Mirada je město v okrese Los Angeles ve státě Kalifornie ve Spojených státech amerických.
K roku 2010 zde žilo 48 527 obyvatel. S celkovou rozlohou 20,351 km² byla hustota zalidnění 2 400 obyvatel na km².